# Pseudobabylonella brasiliensis
Pseudobabylonella brasiliensis is een slakkensoort uit de familie van de Cancellariidae. De wetenschappelijke naam van de soort is voor het eerst geldig gepubliceerd in 1991 door Verhecken.